# J. J. Yeley
Statistiques en NASCAR Cup Series
Dernière mise à jour : 11 mars 2023 
Christopher Beltram Hernandez « J.J. » Yeley (né le 5 octobre 1976 à Phoenix, Arizona) est un pilote américain de NASCAR participant auc championnats de NASCAR Cup Series, d'Xfinity Series et de Camping World Truck Series.
Il s'est qualifié à 6 reprises pour disputer le Daytona 500 (en 2006, 2007, 2008, 2011, 2013 et 2015).

## Palmarès en NASCAR Cup Series
(dernière mise à jour le 11 mars 2023 après Las Vegas)
- 19 saisons, 354 courses disputées dont 248 terminées, 34 qualifications manquées (DNQ), 2 Top-5, 8 Top-10, 1 pole position (en 2007) et 79 tours en tête.

- 2004, termine le championnat classé à la 11e place :
  - Joe Gibbs Racing - voiture no 11, 4/36 courses dont 2 DNQ.
- 2005, termine le championnat classé à la 56e place :
  - Joe Gibbs Racing -voiture no 20, 1 qualification pour autre pilote ;
  - Joe Gibbs Racing -voiture no 11, 4/36 courses ;
  - Joe Gibbs Racing -voiture no 80, 1 qualification (DNQ).
- 2006, termine le championnat classé à la 29e place :
  - Joe Gibbs Racing - voiture no 18, 36/36 courses.
- 2007, termine le championnat classé à la 21e place :
  - Joe Gibbs Racing - voiture no 18, 36/36 courses.
- 2008, termine le championnat classé à la 21e place :
  - Hall of Fame Racing - voiture no 96, 21/36 courses dont 4 DNQ.
- 2009, non classé :
  - Mayfield Motorsports (en) - voiture no 41, 1 qualification (DNQ).
- 2010, termine le championnat classé à la 44e place :
  - Whitney Motorsports (en) - voiture no 46, 14 courses dont 5 DNQ ;
  - Tommy Baldwin Racing (en) - voiture no 36, 6 courses dont 1 DNQ ;
  - Whitney Motorsports - voiture no 81, 2 courses ;
  - Latitude 43 Motorsports (en) - voiture no 26, 1 course.
- 2011, termine le championnat classé à la 35e place :
  - Whitney Motorsports - voiture no 46, 16 courses dont 1 DNQ ;
  - Front Row Motorsports - voiture no 38, 7 courses ;
  - Front Row Motorsports - voiture no 55, 11 courses dont 2 DNQ.
- 2012, termine le championnat classé à la 38e place :
  - Robinson-Blakeney Racing (en) - voiture no 49, 19 courses dont 5 DNQ ;
  - Tommy Baldwin Racing - voiture no 10, 2 courses ;
  - Max Q Motorsports (en) - voiture no 37, 13 courses dont 6 DNQ ;
  - Tommy Baldwin Racing - voiture no 36, 1 course.
- 2013, termine le championnat classé à la 32e place :
  - Tommy Baldwin Racing - voiture no 37, 34 courses ;
  - Max Q Motorsports - voiture no 37, 1 course.
- 2014, termine le championnat classé à la 65e place :
  - Xxxtreme Motorsport (en) - voiture no 44, 9 courses dont 4 DNQ ;
  - Xxxtreme Motorsport - voiture no 30, 1 course ;
  - BK Racing (en) - voiture no 83, 8 courses ;
  - Go FAS Racing (en) - voiture no 32, 3 courses ;
  - BK Racing - voiture no 93, 1 course.
- 2015, termine le championnat classé à la 57e place :
  - BK Racing - voiture no 23, 24 courses dont 1 qualification pour un autre pilote ;
  - BK Racing - voiture no 26, 11 courses.
- 2016, aucune course.
- 2017, termine le championnat classé à la 57e place :
  - Tommy Baldwin Racing- voiture no 7, 4 courses.
- 2018, termine le championnat classé à la 56e place :
  - Premium Motorsports (en) - voiture no 55, 1 course ;
  - NY Racing Team (en) - voiture no 7, 1 course ;
  - Premium Motorsports - voiture no 7, 2 courses ;
  - BK Racing - voiture no 23, 13 courses ;
  - Rick Ware Racing - voiture no 52, 1 course.
- 2019, termine le championnat classé à la 46e place :
  - Rick Ware Racing - voiture no 27, 17 courses ;
  - Rick Ware Racing - voiture no 51, 4 courses ;
  - Rick Ware Racing - voiture no 52, 5 courses ;
  - Rick Ware Racing - voiture no 53, 4 courses ;
  - Rick Ware Racing - voiture no 54, 2 courses.
- 2020, termine le championnat classé à la 46e place :
  - Tommy Baldwin Racing - voiture no 7, 2 courses ;
  - Premium Motorsports - voiture no 15, 1 course ;
  - Rick Ware Racing - voiture no 27, 21 courses ;
  - Rick Ware Racing - voiture no 52, 3 courses ;
  - Rick Ware Racing - voiture no 53, 1 course ;
  - Rick Ware Racing - voiture no 54, 1 qualification (DNQ) ;
  - Spire Motorsports (en) - voiture no 77, 6 courses ;
- 2021, termine le championnat classé à la 58e place :
  - Rick Ware Racing - voiture no 15, 1 course ;
  - Rick Ware Racing - voiture no 51, 2 courses ;
  - Rick Ware Racing - voiture no 53, 4 courses.
  - MBM Motorsports (en) - voiture no 66, 1 course.
- 2022, termine le championnat classé à la 52e place :
  - MBM Motorsports (en) - voiture no 55, 1 course et 1 qualification (DNQ) ;
  - Rick Ware Racing - voiture no 15, 17 courses ;
  - Rick Ware Racing - voiture no 51, 1 course ;
- 2023 (saison en cours) :
  - Rick Ware Racing - voiture no 15, 2 courses ;
  - Finish Line Motorsports - voiture no 80, saison en cours ;

## Xfinity Series
(dernière mise à jour fin de saison 2022)
- 19 saisons ;
- 381 courses disputées ;
- 268 courses terminées ;
- 8 qualifications manquées (DNQ) ;
- 0 victoire ;
- 15 Top-5 ;
- 48 Top-10 ;
- 3 pôles position (en 2006) ;
- 263 tours en tête.

## Camping World Truck Series
(dernière mise à jour fin de saison 2022)
- 12 saisons ;
- 36 courses disputées ;
- 10 courses terminées ;
- 3 qualifications manquées (DNQ) ;
- 0 victoire ;
- 0 Top-5 ;
- 2 Top-10 ;
- 0 pole positions ;
- 3 tours en tête.

## Autres compétitions NASCAR
(dernière mise à jour fin de saison 2022)
- ARCA Menards Series : 1 saison (2005), 1 course, 0 victoire, 1 Top-5, 1 Top-10, 0 pôle, 0 tour en tête ;
- NASCAR Whelen Modified Tour : 1 saison (2007), 1 course, 0 victoire, 0 Top-5, 0 Top-10, 0 pôle, 0 tour en tête ;
- NTT Indycar Series : 2 saisons (1998 et 2000), 8 courses, 0 victoire, 0 Top-5, 0 Top-10, 0 pôle, 0 tour en tête ;
- International Race of Champions (IROC) : 1 saison (2004), 4 courses, 0 victoires, 0 Top-5, 2 Top-10, 0 pôle, 0 tour en tête ;
- All Star Race de la NASCAR Cup Series : 11 courses, 0 victoire, 1 Top-5 (2006), 1 Top-10 (2008), 0 pôle, 0 tour en tête.